# Cross (band)
Cross of CROSS is een Zweedse muziekgroep, die vanuit de rock langzamerhand opschoof naar de progressieve rock. De muziekgroep is genoemd naar Hansi Cross de leider en gitarist van de groep. Cross speelde eerst in Von Lyx (1981-1984) en Voodoo (1985-1987) om dan te kiezen voor progressieve rock, een stroming binnen de rockmuziek die het dan uitermate moeilijk heeft, de jaren 80. In 1988 volgde hun eerste muziekcassette en langspeelplaat, die dermate populair werd dat er ook een compact disc van geperst werd. Uit Von Lyx en Voodoo kwam mee drummer Hadders. Platenlabel was voorlopig Lyxvax, waarschijnlijk een label van Cross zelf. Vanaf III gaat de band ook optreden.
Vervolgens kwamen er diverse albums die steeds meer de richting van de progressieve rock uitgingen. Cyclops Records werd het nieuwe label van de band, hoewel dat label eigenlijk geen nieuwe bands wilde hebben. In 2005 werd het plotseling stil rond de band. Het album The thrill of nothingness werd aangekondigd maar verscheen maar niet. Het bleek dat Hansi Cross problemen had met zijn gehoor en dat bleek/blijkt een hardnekkige zaak. Aangekondigd in 2005 volgde The thrill pas in 2010. Het platenlabel is dan inmiddels Progress Records, ook van Hansi Cross, waarop ook oud materiaal is verschenen.
De band heeft wel te lijden onder steeds weer nieuw personeel, waarbij leentjebuur wordt verricht bij bands als Spektrum en Grand Stand. De muziek is een smeltpot van Genesis, UK, Yes en Frank Zappa, aldus Hansi.
Op 17 augustus 2017 meldde de Facebookpagina van de band dat Hansi Cross is overleden aan kanker.

## Discografie
- 1988: Uncovered heart
- 1990: Second movement
- 1993: III
- 1995: Paradox
- 1996: Gaze
- 1997: Dream reality (verzamelalbum; heruitgave)
- 1999: Visionary fools
- 2000: Secrets
- 2004: Playgrounds
- 2009: The thrill of nothingness
- 2012: Wake up call
- 2017: Halfway to somewhere; een verzamelalbum met niet eerder uitgebrachte versies van oud werk uit Gaze en Dream reality-periode aldus IO Pages 166, september 2020; eerbetoon aan Hansi.